# Contea di Houston (Alabama)
La contea di Houston, in inglese Houston County, è una contea dello Stato dell'Alabama, negli Stati Uniti. La popolazione al censimento del 2000 era di 88.787 abitanti. Il capoluogo di contea è Dothan.

## Geografia fisica
La contea si trova nella parte sud-orientale dell'Alabama, al confine con Georgia e Florida. Lo United States Census Bureau certifica che l'estensione della contea è di 1.506 km², di cui 3 km² di acque interne.
Il territorio è costituito da suoli sabbiosi e poco profondi, punteggiati qua e là da foreste di pini.

### Contee confinanti
- Contea di Henry - nord
- Contea di Early (Georgia) - est
- Contea di Seminole (Georgia) - sud-est
- Contea di Jackson (Florida) - sud
- Contea di Geneva - ovest
- Contea di Dale - nord-ovest

### Laghi, fiumi e parchi
La contea comprende i seguenti laghi, fiumi e parchi:
| Laghi | Fiumi | Parchi                                                    | Parchi |
| --- | --- | --------------------------------------------------------- | ------ |
| - Cooleys Pond - Indigo Pond - Singletarys Pond - Ingram Lake - Dykes Lake - Brushy Pond - Bazemores Mill Lake - Long Pond | - Hunter Branch - Moulten Slough - Mossy Camp Branch - Chipola Creek - Jackson Creek - Chestnut Branch - Spring Creek - Pelham Branch - Mill Creek | - Chattahoochee State Park - Omusee Creek Public Use Area |        |

## Storia
La contea di Houston fu costituita il 9 febbraio 1903 e questo la rende la contea più giovane dell'Alabama. Il nome le è stato dato in onore a George S. Houston, governatore dell'Alabama.

## Principali strade ed autostrade
- U.S. Highway 84
- U.S. Highway 231
- U.S. Highway 431
- State Route 52
- State Route 53
- State Route 95

## Società

### Evoluzione demografica
Abitanti censiti (migliaia)

## Comuni[8]
- Ashford - city
- Avon - town
- Columbia - town
- Cottonwood - town
- Cowarts - town
- Dothan (capoluogo) - city[9]
- Gordon - town
- Kinsey - city
- Madrid - town
- Rehobeth - town
- Taylor - city[10]
- Webb - town